# Catedral de Bristol

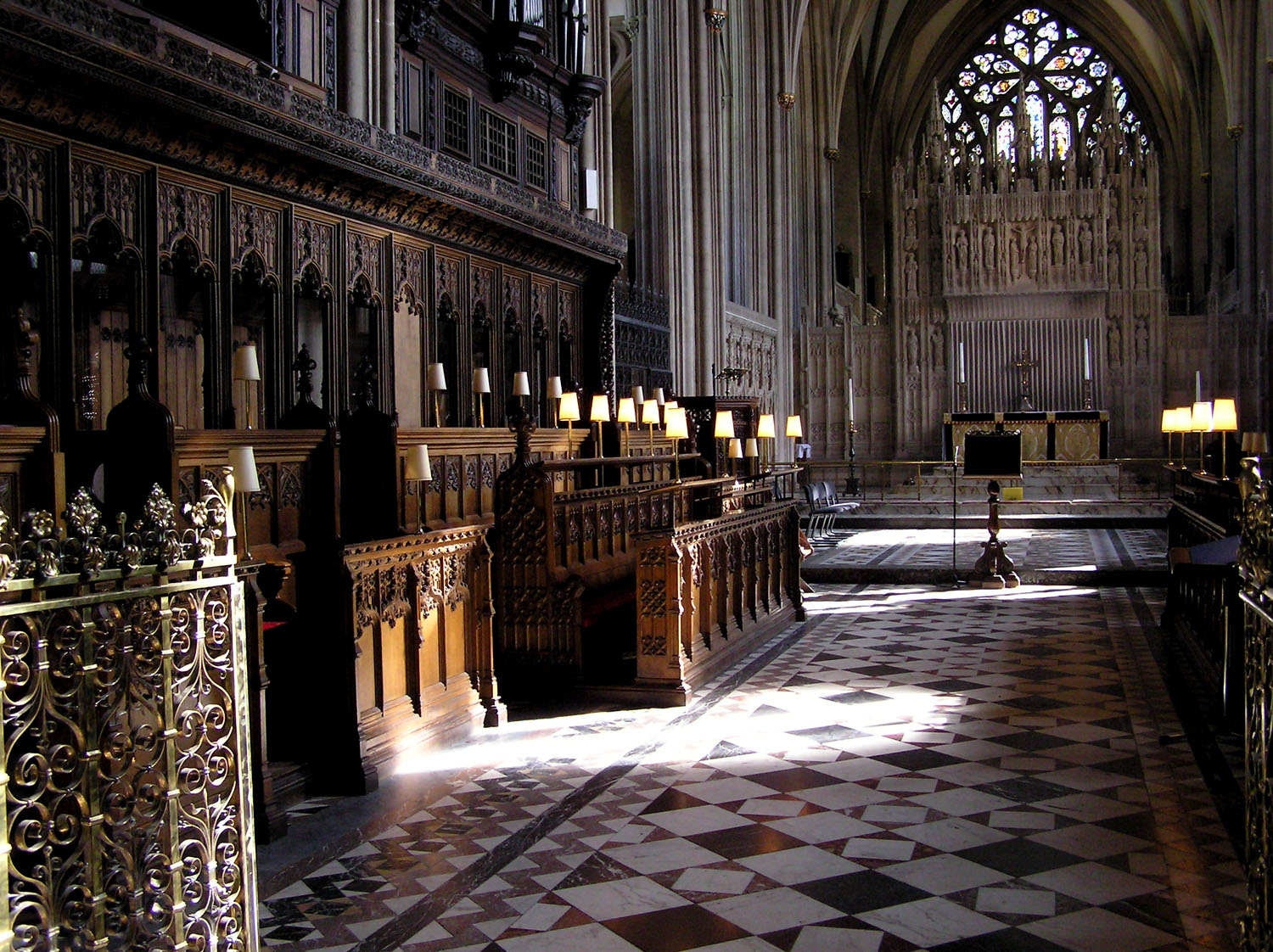
Vista del Coro de la catedral. Al fondo se puede contemplar el altar mayor.

La catedral de Bristol es la catedral de la iglesia anglicana en la ciudad inglesa de Bristol. Fue fundada en 1140, y en 1542 se convirtió en sede obispal y catedral de la nueva diócesis de Bristol.

## Historia de la construcción

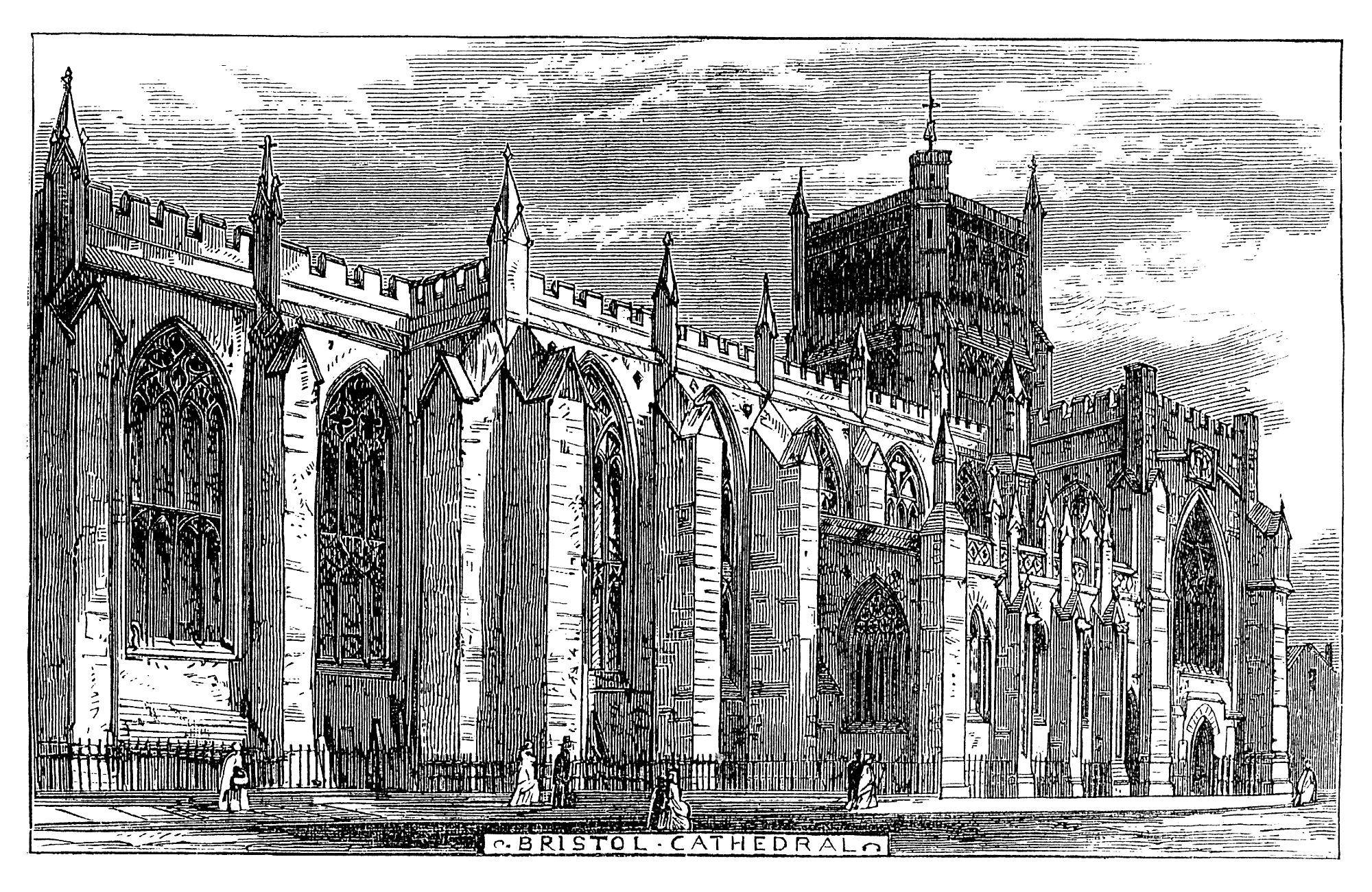
1873 en Inglaterra, Catedral de Bristol, Torres de la iglesia en Bristol

El templo fue fundado como abadía de san Agustín en el año 1140 por Robert Fitzharding, terrateniente local y oficial real. La primera construcción de piedra en ese emplazamiento se levantó a lo largo del siglo XII. De esta época permanecen la sala capitular y la Great Gatehouse, que representan dos buenos ejemplos de la arquitectura normanda.
Bajo el gobierno del abad David (1216-1234) se llevó a cabo una nueva fase de la construcción, de la que destaca la capilla, construida en 1220, dedicada a la Virgen María, denominada Elder Lady Chapel (capilla vieja de la Virgen o «capilla de la anciana») para diferenciarla de la posterior Eastern Lady Chapel (capilla mayor de la Virgen o «capilla de la Dama oriental») en el ábside. La capilla vieja de la Virgen se encuentra junto al coro, con acceso desde el transepto norte, y se cree que su arquitecto fue Adam Lock, maestro cantero de la catedral de Wells.
Entre 1298 y 1332, siendo abad Edward Knowke, se reconstruyó la parte oriental de la iglesia, en estilo gótico decorado inglés. A partir de entonces las obras quedaron paralizadas más de cien años, concluyéndose hacia la mitad del siglo XV, el transepto y la torre central. La reconstrucción de la nave central quedó incompleta en el momento de la denominada Disolución de los monasterios. En 1539, esta nave fue demolida, mientras que la parte oriental, ya terminada, permanecería cerrada hasta su reapertura como catedral.
Por edicto de junio de 1542, el rey Enrique VIII y Thomas Cranmer crearon la diócesis de Bristol, estableciendo su sede en la antigua abadía, que fue dedicada a la Santísima Trinidad. El primer obispo de la diócesis de Bristol fue el excapellán de la casa real, Paul Bush.

### Finalización neogótica
En el siglo XIX con el nacimiento del movimiento neogótico, se completó la construcción del templo, añadiéndose una nave central, que se levantó entre 1868 y 1877, en armonía con el estilo existente de la parte oriental y que fue diseñada por George Edmund Street. La ceremonia de inauguración fue el 23 de octubre de 1877. 
La fachada occidental, con torres gemelas y marcado carácter francés, fue proyectada por el arquitecto neogótico John Loughborough Pearson (1817–1897) y se terminó en 1888.

## Arquitectura
El extremo oriental de la catedral de Bristol es inusual en la arquitectura gótica inglesa. En primer lugar, fue concebido como una "iglesia salón", lo que significa que las naves laterales son de la misma altura que el coro. Si bien esta es una característica principalmente de la arquitectura gótica alemana, no es raro encontrarla en Gran Bretaña, siendo la catedral de Bristol el ejemplo más significativo. Cuando en el siglo XIX, Street diseñó la nave principal continuó la misma estructura del templo que la parte ya existente, manteniendo la altura de la nave principal similar a la de las naves laterales y el coro.
La altura de las naves laterales provoca una ausencia de triforio que de luz al espacio central, como es habitual en la arquitectura medieval inglesa. Toda la luz interior debe llegar desde las ventanas laterales que, en consecuencia, son muy grandes. A la altura del coro, en la Lady chapel un gran ventanal recorre toda la parte superior de la pared del altar, y baña de luz toda la capilla.
Debido a la falta del triforio, las bóvedas son relativamente bajas, aproximadamente la mitad de la altura que en la abadía de Westminster. El interior de la catedral tiene una apariencia ancha y espaciosa.
Desde el punto de vista arquitectónico son muy destacables los arcos existentes en la sacristía de la capilla Berkeley, realizados hacia 1330, son arcos denominados de nervios flotantes, de naturaleza específicamente inglesa, y que se caracterizan porque tiene nervios sin celdas o relleno, formando un esqueleto de bóvedas. Este tipo de bóvedas se encuentran también en la catedral de Lincoln y en la Southwell Minster, en Inglaterra, y en la catedral de San Esteban de Viena.